# 맹상군
맹상군(孟嘗君, ? ~ 기원전 279년)은 중국 전국 시대의 정치가로서, 전국 시대의 사군자(戰國四君)의 한 사람이다. 성은 규(嬀), 씨(氏)는 전(田), 휘(諱)는 문(文)이며, 맹상군은 그의 시호이다.
종횡가의 세계관을 기조로 전국 칠웅 간에 외교가로 활약하였다. 진나라에서 제나라로 돌아갈 때 재치를 보여준 “계명구도”의 고사는 유명하다.

## 약력

### 첫 등장
제(齊)의 위왕(威王)의 손자에 해당하는, 제의 고관이었다.
맹상군, 즉 전문(田文)의 아버지 전영(田嬰)은 제의 선왕(宣王)의 이복 동생으로 설(薛, 지금의 산동 성 등주滕州)에 영지를 가지고 있었다. 전영에게는 40명이나 되는 아이가 있었고, 전문의 어머니는 신분이 낮았다. 게다가 전문이 태어난 날은 5월 5일로 이 날에 태어난 아이는 자라서 부모를 해칠 것이라 여겨졌기에, 전영은 전문을 죽이려 했으나 전문의 어머니는 몰래 전문을 숨겨 키웠다(다만 이 일화는 사실 여부에 대해 의견이 엇갈린다). 전문이 장성한 뒤 처음으로 아버지에게 불려갔을 때, 전영은 “아아, 어째서 죽이지 않았더란 말인가!”라며 노하는 목소리를 냈다. 이에 전문이 “왜 죽여야 합니까?”라고 따지자, 전영은 “5월 5일에 태어난 아이는 문의 높이만큼 자라면, 부모를 죽일 것이기 때문이다”라고 대답했고, 전문은 “그럼 그 문을 높이면 되는 것 아닙니까?”라고 대답했다. 이 대답에 전영은 느낀 바가 있어 전문을 아들로 받아들였고, 전문은 전영의 저택에서 살게 되었지만, 예전까지의 경위도 있었기에 홀대받았다.
어느 날 전문은 전영에게 “현손(玄孫)의 손자는 무엇이라고 합니까?”라고 물었다. 전영이 모르겠다고 대답하자 전문은 “제의 영토는 전혀 늘지 않는데, 우리 집안은 부를 얻고 있습니다. 하지만 지금은 촌수가 어떻게 되는지도 모르는 친척이 많은데 그런 사람들 때문에 재산을 남긴다는 건 이상하지 않습니까?”라고 대답했다. 이에 전영은 식객(食客)을 집으로 불러 전문에게 그 대접을 맡겼다. 식객들 사이에서 전문의 평판은 매우 높아졌고 그것이 제후들에게까지 알려져, 전영은 전문을 후사로 세우기로 한 것이다.
아버지의 뒤를 이은 전문은 뭐든 한 가지라도 재주가 있으면 거부하지 않고 적극적으로 식객을 받아들여 그 수가 수천에 이르렀다고 한다. 한 번은 전문이 식사하면서 식객들 사이에 칸막이를 쳤는데, 식객 한 사람이 “자신과 손님의 음식에 차이를 두니 숨기는 것이다”라고 말했고, 이를 들은 전문은 그 식객에게 음식은 똑같다고 말했다. 의심한 것을 부끄러워한 손님은 스스로 목을 찔러 죽었다.

### 계명구도
이 일로 전문의 명성은 더욱 높아져, 기원전 299년에 진(秦)의 소양왕(昭襄王)이 전문을 재상으로 영입하고자 했다. 전문은 이에 호응해 진으로 들어갔으나, 어떤 사람이 소양왕에게 “전문이 이 시대의 일류 인재임은 분명합니다만 제의 사람으로 진의 재상이 되어도 제의 이익을 앞세울 것이 틀림없습니다. 그러나 돌려보낸다 해도 진의 위협이 될 것입니다.”라고 진언했고, 소양왕은 이를 받아들여 전문이 머무르던 저택을 포위하여 전문의 목숨이 위태롭게 되었다.
전문은 식객을 시켜 소양왕의 총희인 연희에게 목숨을 구걸했지만, 연희는 전문이 가지고 있던 보물 “호백구(狐白裘)”를 준다면 소양왕에게 구명을 부탁해 보겠다고 했다. 호백구는 여우의 겨드랑이 흰 털만 모아서 만든 옷으로 한 벌에 여우가 1만 마리는 필요할 정도로 희귀한 것이었고, 전문은 이미 진에 들어오면서 소양왕에게 이를 바쳐버린 뒤였던 것이다. 고민하던 중, 전문의 식객 중 한 명인 구도(狗盜, 개처럼 재빠른 도둑)가 나서서 소양왕의 곳간에 들어가 호백구를 훔쳐 왔다. 이를 총희에게 바쳤고, 그 중재에 따라 저택의 포위가 풀려 전문은 일단 위기를 벗어날 수 있었다.
그러나 소양왕의 마음이 언제 바뀔지 모르는 상황에서 전문은 서둘러 귀국길에 나섰고 한밤중에 국경 함곡관(函谷關)까지 당도했다. 그러나 관문은 밤이라 닫혀 있었고, 아침이 되어 닭이 울 때까지는 열지 않는 것이 규칙이었다. 이미 마음이 바뀐 소양왕은 추격자를 보낸 상태였다. 전문이 다시 곤란해하는 와중에, 식객 가운데 흉내 잘 하는 명인이 나섰다. 그리고 그가 닭의 울음소리를 흉내내자 그에 이끌려 진짜 닭들도 울기 시작했고, 닭 울음소리를 따라 열린 함곡관을 빠져나와 마침내 전문은 진을 탈출할 수 있었다. 소양왕의 추격자는 새벽녘에야 함곡관에 도착했지만, 전문이 밤중에 관문을 통과한 것을 알고 돌아서야 했다.
평소 학자와 무예가 등의 식객들은 전문이 도둑질, 흉내의 재주밖에 없는 같은 사람까지 식객으로 받아들이는 전문에게 불만을 품고 있었지만, 이때만은 “역시 사람은 쓸모가 있다”라며 전문의 선견지명에 감탄했다. “계명구도(鷄鳴狗盜)”의 고사는 여기서 유래하였다.
진에서 제로 돌아가는 길에 조의 마을에 들렀을 때 마을 사람들이 전문의 키가 작다며 놀리자, 이에 격분한 전문은 식객과 함께 마을 사람들을 모두 죽여버렸다(다만 이 일화는 사실인지 의견이 엇갈린다).

### 제의 재상과 풍환
귀국한 전문은 제의 재상이 되어, 기원전 298년에 광장(匡章)을 통수로 한, 위와의 연합군으로 진을 공격했다.
얼마 뒤에 풍환(馮驩)이라는 가난한 사람이 찾아왔다. 전문은 그를 식객으로 맞아들여 하급 숙소에 재웠다. 그러자 풍환은 차고 있던 검을 두드리며 “내 장검아, 돌아갈까? 밥상에 고기 하나 없구나!”라는 노래를 부르기 시작한다. 그것을 들은 전문은 그를 중급 숙소에 재웠다. 그러나 풍환은 다시 검을 두드리면서 “내 장검아, 돌아갈까? 밖에 나왔는데 가마도 없구나!”라는 노래를 불렀다. 전문은 다시 그를 고급 숙소에 재웠다. 이번에도 풍환은 또 다시 검을 두드리면서 “내 장검아, 돌아갈까? 이래서는 우리 가족도 못 먹여 살리겠다!”며 노래해 댔다. 여기에는 역시 전문도 질렸고, 1년 정도는 그를 쳐다보지도 않았다.
전문은 설 땅을 백성에게 빌려 주고 그 이자로 식객을 유지하고 있었는데, 이자를 내지 않는 백성도 있었다. 이를 독촉할 사람으로 풍환이 추대되었는데, 풍환은 이자를 내지 않는 백성을 한자리에 모아, 그들 중 이자를 낸 사람들에게서 거둔 그 돈으로 고기와 술을 사서 백성들과 연회를 열고, 그 자리에서 이자를 갚지 않는 자에게 상환할 가망이 있는지 물었다. 낼 수 있는 사람은 상환 기한을 연장하고 낼 수 없는 사람의 증서는 따로 모아, 그들의 빚문서를 태워 버리고는 “전문이 땅을 빌려 주고 있는 것은 백성들에게 일을 조달하기 때문이다. 그러나 전문은 이자를 못 갚을 정도로 가난한 사람에게 자비를 베풀어 증서를 불사르도록 명령을 받았다. 전문에 감사하라”라고 말했다. 그 자리에 있던 백성은 모두 감복했다. 그러나 전문은 분노하여 풍환에 따졌고, 풍환은 “이자를 못 갚을 정도로 빈궁한 사람들에게 이자를 내라고 해봤자 그들은 달아날 뿐 아니라 원망까지 할 것이며, ‘전문은 돈을 사랑하고 백성을 사랑하지 않는다. 그리고 백성도 전문을 배신하는 빚을 내지 않는다’는 악평이 퍼져 전문의 명성도 땅에 떨어지게 될 것입니다. 저는 받아낼 전망도 없는 증서 대신에, 영지 백성들에게 은혜를 팔아 천하에 전문의 덕의 높이를 알린 것입니다”라고 대답한다. 여기에는 전문도 감복할 수밖에 없었다.
그 뒤 전문은 민왕(湣王)을 섬기며 재상으로서 국내외 정치를 맡아 제의 국력을 높였다. 그러나 나라가 부강해지자 민왕은 다른 나라에 강압적인 외교를 행하게 되었고, 그것을 충고하는 전문과 “전문이 있기에 제가 있다”라는 소문을 불쾌해했다. 결국 전문은 제의 재상에서 파면되었고, 그것과 함께 전문 아래에 있던 3천 명의 식객도 떠나 갔다. 하지만 풍환만은 남았다. 풍환은 진에 가서 소양왕을 알현해 “제의 재상이었던 전문이 진에서 벼슬 하고 싶어 합니다”라고 고했다. 소양왕은 이즈음에는 전문의 지혜나 그가 제의 내정에 능통하다는 것을 알고 있었기에 곧바로 사신을 보냈고, 풍환은 서둘러 제로 돌아가 민왕을 알현해 “진이 전문을 제에서 빼내겠다고 하고 있지만, 그런 일이 일어나서는 안 될 일입니다. 전문을 제의 재상으로 복직시켜서 영지를 늘려주고 사과해야 합니다”라고 말했다. 마침 진의 사신이 제에 들어온 것을 알자마자 민왕은 전문을 제의 재상으로 복직시켜 영지를 늘려주고 그 잘못을 사과했다.
전문이 제의 재상으로 복직하자 풍환은 떠난 식객들을 불러들이도록 진언했다. 전문은 “내가 복직한 것은 오직 자네 도움이 있었기 때문이네. 내가 재상에서 파면된 것을 보고 떠나간 놈들을 어떻게 다시 불러들이라는 건가?”라고 화를 냈고, 풍환은 다시 “그들은 전 공이 빈궁해서 떠났을 뿐입니다. 부자의 주변에는 사람이 많고 가난하게 되면 줄어드는 것은 당연한 것입니다. 아침 시장에는 사람이 있지만 날이 저물면 사람이 드물게 되는 것은 파는 것이 적어지기 때문입니다. 식객들이 떠나 버린 것도 당신 개인을 싫어한 것이 아니라, 이래서는 생활할 수 없겠다고 느꼈기 때문입니다”라고 하자 전문도 납득하고 떠난 식객들을 불러들였다.

### 교토삼굴
어느 날 풍환이 전문에게 “교활한 토끼는 도망치기 위한 동굴을 세 개 둡니다. 하지만 전 공께는 도망칠 동굴이 영지 한 곳밖에 없습니다. 그러니 위와 제로 달아날 동굴을 두 개 만들어야 합니다.”라고 아뢰었다. 이에 전문은 풍환에게 돈을 주어 공작을 맡겼다. 풍환은 우선 위의 양왕(襄王)을 알현하여 “민왕은 일찍이 전문을 해임했던 적이 있습니다. 지금 명성이 높은 전문을 위로 부르면 부국강병으로 이어질 것입니다”라고 진언하였다. 양왕은 기뻐하며 전문을 위해 상석(上席)의 지위를 비워두었다. 전문은 위로 가겠다고 했지만, 풍환은 그것을 만류하며 “민왕께서 달려 오실 때까지 기다려야 합니다”라며 타일렀다. 위의 사신이 빈번히 전문에게 드나드는 것을 안 민왕은 풍환의 뜻대로 전문에게 “설 땅에 선대의 묘(廟)를 세우겠으니 부디 제에 머물러 주오”라고 사정했다. 풍환은 그 말을 듣고 “이제 겨우 동굴이 두 개 생겼구나”라고 대답했다. “교토삼굴”(狡兎三窟)의 고사성어는 여기에서 유래하였다.
그러나 민왕은 다시 전문에 싫증을 내기 시작했고, 민왕의 노여움을 산 전문은 스스로 은거하기로 결정했다. 그러나 백성이나 제후들의 평판은 여전히 높았고, 동시에 전문이 제에 있는 한 패자가 되기는 힘들다고 생각한 진이 강하게 공작을 해오면서 민왕의 의심은 나날이 커져 결국 살해 위협까지 받게 된다. 기원전 284년, 전문은 앞서 풍환이 마련해두었던 도망칠 길의 하나였던 위로 도망쳤고, 재상이 되었다. 그 뒤 민왕에게 원한을 품고 있던 연(燕)의 왕으로부터 사주를 받은 악의(樂毅)의 주도로 조 ・ 위 ・ 한 ・ 진 ・ 연의 5국 연합군이 성립되어, 민왕의 제군에 대승을 거두었고, 민왕은 악의에게 제거되었다. 멸망 직전까지 몰렸던 제는 전단(田單)의 지략으로 겨우 재건되었고, 전문도 다시 제로 맞이되었다.
전문은 기원전 279년에 사망하였고, 맹상군이라는 시호가 주어졌다. 그러나 그의 사후 아들들의 상속 다툼을 틈타 위와 제가 설 땅을 공격해, 맹상군의 자손은 끊어지고 말았다.

## 같이 보기
- 설종